# Donja Orovica
Donja Orovica (en serbe cyrillique : Доња Оровица) est un village de Serbie situé dans la municipalité de Ljubovija, district de Mačva. Au recensement de 2011, il comptait 310 habitants.

## Démographie

### Évolution historique de la population
| 1948 | 1953  | 1961 | 1971 | 1981 | 1991 | 2002 | 2011 |
| ---- | ----- | ---- | ---- | ---- | ---- | ---- | ---- |
| 963  | 1 019 | 959  | 797  | 682  | 554  | 424  | 310  |

|  |